# Jim McCourt
Jim McCourt (n. 24 ianuarie 1944, Belfast, Regatul Unit – d. 19 iunie 2023) a fost un boxer ce a reprezentat Irlanda, medaliat olimpic. A participat la 2 ediții ale Jocurilor Olimpice (1964, 1968) în care a câștigat o medalie de bronz.